# Anglowie

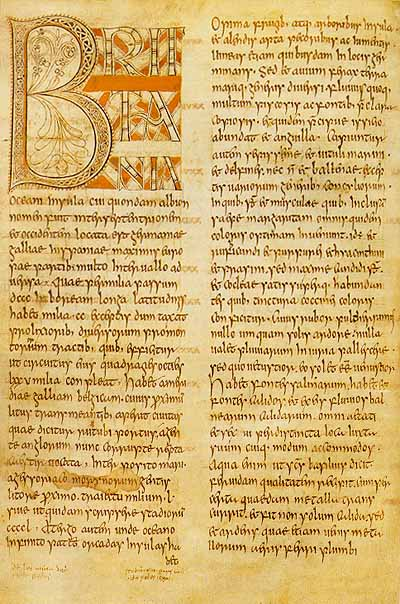
Manuskrypt dzieła Historia ecclesiastica gentis Anglorum Bedy Czcigodnego, opisującego historię Anglów

Anglowie (łac. Angli) – lud pochodzenia germańskiego, który w V wieku n.e. najechał wraz z Sasami i Jutami Brytanię. 
Od nich nazwę wzięła Anglia. Po raz pierwszy wspomina o nich Tacyt (II wiek n.e.), mówiąc jako o wyznawcach bogini Nerthus. Według Bedy Czcigodnego pochodzili z prowincji Angeln w Szlezwiku. W wiekach od V do VI zamieszkiwali obszar Nortumbrii, Mercji i wschodnią oraz środkową Anglię.